# Cleto Sagripanti
Cleto Sagripanti (Macerata, 19 marzo 1971) è un imprenditore italiano, presidente di Italian Holding Moda e presidente di Assocalzaturifici.

## Biografia
Dopo il diploma in Ragioneria, ha iniziato la sua attività nell'azienda di famiglia, la Manas spa di Montecosaro (MC), che dal 1956 è attiva nel settore delle calzature.
Nel 1993 ricopre il ruolo di direttore vendite; nel 1995 aggiunge all'incarico la direzione marketing e successivamente diventa direttore generale. Nel 2002 è nominato Amministratore Delegato, carica che svolge per 11 anni.
Le sue responsabilità al vertice dell'azienda coincidono con l'inizio di un significativo trend di crescita, frutto di scelte strategiche come la qualità, la ricerca e l'innovazione di prodotto, la valorizzazione delle risorse umane e un nuovo impulso alla comunicazione e al branding.
Dal 2002 al 2005  Sagripanti è Presidente dei Giovani Imprenditori dell'ANCI (Associazione Nazionale Calzaturieri Italiani), dopo esserne stato membro dal 1994 e Vice Presidente dal 1997 al 2001. Durante il mandato si è distinto per la difesa del Made in Italy, l'apertura di show-room collettivi all'estero, la promozione di iniziative per far conoscere il settore sul mercato USA, la realizzazione di corsi di formazione innovativi e altre attività importanti.
Dal 2003 è Delegato Marche al Consiglio Interregionale del Centro Italia del Gruppo Giovani Imprenditori di Confindustria.
Il 21 aprile 2005 è stato eletto Vice Presidente nazionale dei Giovani Imprenditori di Confindustria, movimento guidato da Matteo Colaninno, con delega all'Education ed ai rapporti esterni. Al termine dei tre anni di mandato è stato candidato alla Presidenza nazionale del movimento “under 40” di Confindustria, ottenendo il 40% dei consensi dopo un appassionante confronto con la neo Presidente Federica Guidi.
Nel 2007 è membro di Giunta  ANCI e nel 2008 è nominato componente del Comitato Tecnico Confederale “Education”.
Nel 2007 è stato insignito dall'Università di Macerata del "Premio di Ateneo" riservato all'imprenditore più innovativo della regione Marche.
A luglio 2008 è entrato nel CdA dell'Università di Macerata come consigliere indipendente chiamato dal Magnifico Rettore e, sempre nello stesso periodo, è nel CdA dell'Associazione MUS-e, progetto multiculturale europeo, presieduto in Italia dall'imprenditore Riccardo Garrone, fondato dal violinista e direttore d'orchestra Yehudi Menuhin, che si propone di contrastare attraverso le espressioni artistiche l'emarginazione e il disagio sociale nelle scuole d'infanzia e primarie.
A dicembre 2008 è stato eletto Presidente della Piattaforma Europea per le nuove tecnologie per le calzature “Footwear”, unico italiano ai vertici di una Piattaforma Europea.
Il 16 luglio 2009 diviene Presidente dei Calzaturieri di Confindustria Macerata e Vice Presidente di Confindustria Macerata.
Dal luglio 2009 è coordinatore del Comitato Industria 2015 e Innovazione dell'ANCI.
Da maggio 2010 ad ottobre 2013 è Presidente di Aerdorica, la società che gestisce l'aeroporto marchigiano “Raffaello Sanzio”.
Il 9 giugno 2011 è stato eletto Presidente ASSOCALZATURIFICI ITALIANI (allora Anci, Associazione Nazionale Calzaturifici Italiani), e da settembre 2013 Presidente di FIAMP (Federazione Italiana dell'Accessorio Moda Persona) aderente a Confindustria.
A novembre 2013 fonda Italian Holding Moda, società ideata con l'obiettivo di valorizzare i marchi e aziende di moda più rappresentative della qualità e della creatività italiane.
L'attuale brand portfolio di IHM è costituito dall'azienda marchigiana di calzature Alberto Fermani e da Kallistè, azienda veneta che è anche proprietaria del marchio Un Dimanche à Venise, nonché licenziataria del marchio N°21.
Nel giugno 2015, dopo aver concluso il secondo mandato alla presidenza di Assocalzaturifici, Sagripanti è stato eletto Presidente della Confederazione dei Calzaturieri Europei (CEC).